# Дюпре, Жан-Пьер
Жан-Пьер Дюпре (фр. Jean-Pierre Duprey; 1 января 1930, Руан — 2 октября 1959, Париж) — французский поэт и скульптор.

## Биография и творчество
С 15 лет писал стихи. В 1948 приехал в Париж по приглашению Бретона. В 1950 вышла первая книга его стихов. С 1953 полностью посвятил себя скульптуре, оставив поэзию; в 1956 выставка его скульптурных работ состоялась в парижской галерее Фюрстенберг. За выходку в знак протеста против Алжирской войны (он помочился на могилу Неизвестного солдата) Дюпре был избит полицией, несколько месяцев находился в заключении, а затем в психиатрической лечебнице. Тайком вернулся к стихам. Отослав последнее из написанного Андре Бретону, Дюпре покончил с собой (повесился).

## Посмертная судьба
Большинство написанного Дюпре было опубликовано после его смерти и привлекло большое внимание молодых поэтов. Пьер Сегерс включил его в свою антологию «Современные проклятые поэты» (1972, переизд. 1977, 1978), книгу его избранного (1973) составил и сопроводил предисловием Жан-Кристоф Байи. Полное собрание стихотворений Дюпре (1990) вышло с предисловием Бретона и послесловиями Ж. Грака, А.Пьейра де Мандьярга, А.Жуфруа. Его книги иллюстрировали видные художники-сюрреалисты (Макс Эрнст, Жак Эроль, Туайен). Стихи переведены на английский, испанский, итальянский, румынский, чешский языки.

## Издания
- Derrière son double. Paris: Le Soleil noir, 1950
- Dans l'œil du miroir. Paris: Le Soleil noir, 1964
- La Forêt sacrilège. Paris: Le Soleil Noir, 1964
- La Fin et la manière. Paris: Le Soleil Noir, 1970
- Œuvres complètes. Paris: C. Bourgois, 1990 (переизд. 1998)
- Un bruit de baiser ferme le monde. Paris: le Cherche-midi, 2001

## Публикации на русском языке
- Лес святотатства// Бретон А. Антология чёрного юмора. М.: Carte Blanche, 1999, с.457-464